# Фройденберг (Баварія)
Фройденберг (нім. Freudenberg) — громада в Німеччині, розташована в землі Баварія. Підпорядковується адміністративному округу Верхній Пфальц. Входить до складу району Амберг-Зульцбах.
Площа — 78,81 км2. Населення становить 4143 ос. (станом на 31 грудня 2020).